# Bloch MB 110
Bloch MB 110 je bio francuski jednomotorni zrakoplov koji nikada nije ušao u operativnu uporabu.

## Tehničke karakteristike
Izvori podataka: 
Letne karakteristike
- najveća brzina: 210 km/h
- motor: 1 x Gnome & Rhône 7 Kb